# 賡音
賡音（？—1815年），又稱姜佳賡音，姜佳氏，初名永齡，清朝政治人物。
乾隆二十八年，擔任侍衛處筆帖式。乾隆三十四年，升任侍衛處主事。乾隆三十八年，任理藩院員外郎。乾隆四十二年，升任陝西延安府知府。乾隆四十四年，升任甘肅寧夏道。乾隆五十三年，任額外主事上行走。乾隆五十七年，改刑部主事。乾隆五十九年，任員外郎。嘉慶四年，任湖廣道監察御史、禮科給事中，嘉慶五年，改大理寺少卿、光祿寺卿、內閣學士、盛京刑部侍郎，嘉慶七年，任刑部右侍郎，兼鑲藍旗漢軍副都統、鑲白旗滿洲副都統。嘉慶八年，任繙譯會試副考官、兵部右侍郎，稽察寶坻等處駐防。并任戶部右侍郎兼錢法堂事務，兼署正白旗護軍統領、湖南巡撫。嘉慶九年，任刑部左侍郎。次年，改任總督倉場戶部右侍郎。嘉慶十一年，任左都御史，署倉場侍郎。嘉慶十一年，任鑲白旗蒙古都統、正藍旗漢軍都統。